# Almaz
Almaz ist das zweite Soloalbum des deutsch-irakischen Rappers Kurdo. Es erschien am 23. Januar 2015 über das Label Almaz Musiq.

## Titelliste
1. Business
2. Meine Welt
3. Almaz Musiq
4. Magie
5. Ein Signal (feat. RAF Camora)
6. Airport
7. Maurice
8. Mama
9. Halbmond
10. Casino Royal
11. So viele
12. Wüstenblume
13. Drei Freunde
14. Hayat
15. Ich schaffe es
16. Alles Ok
17. Ajnabi Europa (feat. NOR) (Bonustrack der Premium Edition)
18. 7Halal (feat. KC Rebell) (Bonustrack der Premium Edition)
19. 24H (feat. Xatar) (Bonustrack der Premium Edition)
20. Gauads (Bonustrack der iTunes-Version)
21. Immer noch ich (Bonustrack der iTunes-Version)

## Rezeption
Oliver Marquart rezensierte Almaz für Rap.de. Kurdo zeichne „nach wie vor seine eindringlichen Bilder mit ein paar rasch und scheinbar achtlos hingeworfenen Zeilen“, grenze sich von der Gesellschaft ab und bekenne sich zum „Outlaw-Lifestyle“. Almaz werde von „Kurdos Fähigkeit, Geschichten zu erzählen“ getragen. Musikalisch gebe es nach wie vor „die bewährte Mischung aus Trap-Basslines, schleppenden Drums und orientalischen Tönen zu hören“. Die Stücke Meine Welt, Casino Royal, Halbmond und Mama seien dagegen „deutlich melodiöser und reduzierter“.
Die Redaktion des Backspin Hip Hop Magazins bewertete Almaz im Durchschnitt mit 4,9 von 10 Punkten. So lobt etwa der Redakteur Daniel die „Fülle an Fremdwörtern und die orientalisch angehauchten Beats“. Dagegen seien einige Hooklines für seinen „Geschmack zu R'n'B-lastig“. Laut Shana schaffe es Kurdo nicht, „sich aus der mittlerweile zugegeben ziemlich gut aufgestellten deutschen Straßenrap-Szene abzuheben“. In Bezug auf die „erzählten Geschichten und [die] übermittelte Atmosphäre“ sei das Album für Elena „sicherlich interessant“.
Florian Peking von MZEE kritisiert in seiner Rezension, dass es dem Album an frischen Ideen fehle. Zwar lasse sich „der harte Rap des Heidelbergers […] in puncto Glaubwürdigkeit kaum anzweifeln“, doch gelinge es Kurdo fast nie, den Hörer zu fesseln und auch instrumental sei Almaz wenig facettenreich.